# Maximiliaan van Bronckhorst-Batenburg-Steyn

Stamwapenvan Bronckhorst

Maximiliaan van Bronckhorst-Batenburg-Steyn graaf van Bronckhorst, heer van Batenburg en Steyn (vanaf 1602), West-Barendrecht, Bicht, Moerkerken en Meeswijck (geb. na 1561 - Batenburg, 30 juni 1641) was de zoon van Karel van Bronkhorst-Batenburg en Alverade van Vlodrop.
Hij volgde in 1602 zijn neef Herman Dirk van Bronckhorst-Batenburg, de enige zoon van zijn oom Willem van Bronkhorst-Batenburg, op als heer van Stein. Hij verzoende zich met koning Filips II van Spanje de heer der Nederlanden, en werd daarom in 1582 tot vijand der republiek verklaard.
Batenburg sloeg in de Middeleeuwen en aan het begin van de 17e eeuw zijn eigen munten, die echter vanwege hun slechte kwaliteit geen goede reputatie hadden. Maximiliaen van Bronckhorst-Batenburg-Steyn was de laatste heer met zijn eigen munt.
Maiximiliaan trouwde (1) in januari 1595 met Johanna van Ketteler, vrouwe van Frechen en Vogstbel ook genaamd Agnes van Kettler-Nesselradt, (overleden voor 1636) de dochter van Johan van Kettler-Nesselradt heer van Mellrich, Ambothen, Nesselrode, Eggeringhausen en Essern (overleden 9 oktober 1586) en Agnes Schenck van Nydeggen (overleden in 1602).
Maximiliaan en Johanna kregen de volgende kinderen:
- Hermanna Agnes van Bronckhorst-Batenburg-Steyn (geboren 1595)
- Willem Arnold van Bronckhorst-Batenburg-Steyn graaf van Bronckhorst (1599 - Wesel, 25 november 1612) overleden op 13-jarige leeftijd, ongehuwd.
- Anna Maria Sidonia van Bronckhorst-Batenburg-Steyn vrouwe van Steyn 1641-1656 (1601 - Ham-sur-Heure, 21 mei 1656)
- Johanna van Bronckhorst-Batenburg-Steyn vrouwe van Batenburg 1659-1676 (1602 - Batenburg, 1676). Zij trouwde met Johan Belgicus graaf van Horne en baron van Kessel en Batenburg de zoon van Willem Adriaan I van Horne heer van Kessel en Isabella van der Meeren vrouwe van Waest-Wesel
- Agnes van Bronckhorst-Batenburg-Steyn (14 april 1604 - na 1683), ongehuwd overleden.
- Erica van Bronckhorst-Batenburg-Steyn (geboren in 1605)
- Charlotte van Bronckhorst (1607 - 4 januari 1668). Zij trouwde in Kampen op 13 januari 1659 met Herman Sloet van Cannevelt (1609-1673)
- Josina van Bronckhorst-Batenburg-Steyn (overleden in 1623)
- Godanna Judith Anna van Bronckhorst-Batenburg-Steyn (1609 - Ootmarsum, 1 april 1687). Zij trouwde op 27 oktober 1640 met Johan Diederik van Heyden heer van Heyden, Schönrath, Bruch, Boeck en Raede (overleden op 29 augustus 1669) de zoon van George van Heyden en Anna van Kettler[5].

Als weduwnaar trouwde hij (2) met Anna Maria Storm van Werle, ook genaamd Anna Maria Storm van Horssen (1609 - 6 augustus 1658), dochter van Christophorus Storm van Horssen en Anna van den Bergh. Zij kregen de volgende kinderen:
- Petronella Justina van Bronckhorst-Batenburg-Steyn (1636-1661)
- Frederik Willem van Bronckhorst-Batenburg-Steyn heer Batenburg, Steyn en West-Barendrecht (1637 - Parijs, 31 december 1659)
- een zoon NN van Bronckhorst-Batenburg-Steyn (1638-1639)
- Maximiliaan van Bronckhorst-Batenburg-Steyn (1639-1640)